# Aleksandr Zoebkov

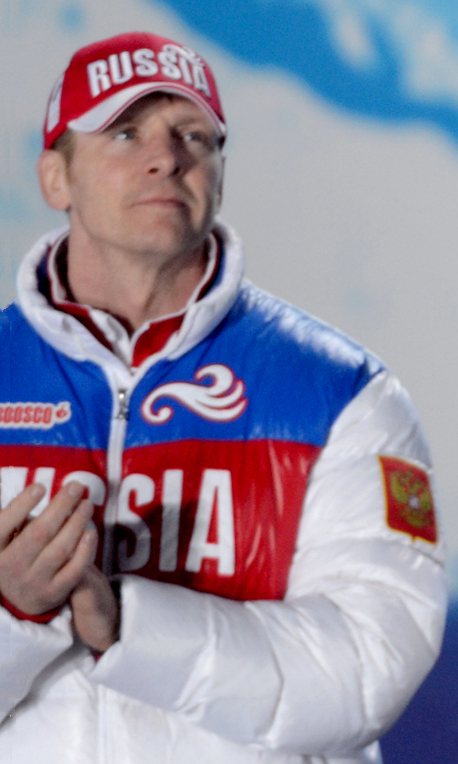
Aleksandr Zoebkov

Aleksandr Joerjevitsj Zoebkov (Russisch: Александр Юрьевич Зубков) (Bratsk, 10 augustus 1974) is een Russische bobsleeër. 
Zoebkov werd in 2005 als piloot van de viermansbob samen met Sergej Goloebev, Aleksej Selivjorstov en Dmitri Stepoesjkin tweede op het wereldkampioenschap. Eerder had hij tijdens het WK in 2003 al een bronzen medaille gewonnen.
Tijdens de Olympische Winterspelen 2006 nam hij met de 2-mansbob deel samen met zijn remmer Aleksej Vojevoda. Na vier runs kwamen ze uiteindelijk 0,27 seconden tekort om de bronzen medaille in de wacht te slepen, een vierde plaats en een Olympisch diploma was derhalve hetgeen de prestatie waard was.
Enkele dagen later volgde er echter nog een kans op een medaille in de viermansbob. Met opnieuw Aleksej Vojevoda en verder Filipp Jegorov en Aleksej Selivjorstov in zijn team nam hij al na de eerste run de tweede plaats in. Deze positie wist hij zonder al te veel problemen te behouden. In de vierde en laatste run waren ze zelfs de snelste van alle sleeën en kwamen ze nog dicht in de buurt van het goud. Uiteindelijk kwamen ze 0,13 seconden tekort om de olympische titel op te eisen en werd er beslag gelegd op de zilveren medaille.
Bij het bobsleeën op de Olympische Winterspelen 2014 op de baan Sanki in het eigen land won Zoebkov goud op zowel de tweemans- als de viermansbob. Op 24 november 2017 werden de olympische titels van Zoebkov ontnomen vanwege dopinggebruik.